# لي جونغ كاب
لي جونغ كاب مواليد 18 مارس 1918 في لونغ جينغ، هو لاعب كرة قدم كوري جنوبي سابق كان يلعب في مركز الدفاع. سبق له أن لعب في كأس العالم لكرة القدم مع منتخب بلاده في مونديال عام 1954.

## روابط خارجية
- لي جونغ كاب على موقع الاتحاد الدولي (مؤرشف)  (الإنجليزية)
- لي جونغ كاب على موقع ناشيونال فوتبول تيمز (الإنجليزية)
- لي جونغ كاب على موقع Soccerway.com (الإنجليزية)
- لي جونغ كاب على موقع عالم كرة القدم.نت (الإنجليزية)